# 安井成行
安井 成行（やすい しげゆき、1978年11月20日 - ）は、圭三プロダクション所属のフリーアナウンサー。

## 経歴
愛知県犬山市出身。2006年さくらんぼテレビジョンから長崎放送に移籍。2015年頃に長崎放送を退社し、フリーアナウンサーとして圭三プロダクション所属。以後、Jリーグなどのスポーツ中継の実況やリポーターを担当している。

## 人物
NBC入社後はラジオ放送を主に担当し、主にバラエティ番組やスポーツ中継に出演。抜群の行動力と探求心で取材を行う。
放送中はテンションが高くそれ故に空回りする場面も多く、「空回り王子」との異名を授かる。また準備は完璧な反面精神的には意外にデリケートで、大仕事の前は必ずお腹を壊す。本番前に姿を消すこともしばしば（主にトイレ）。
2012年4月の番組改編により、朝の情報テレビ番組『あっ!ぷる』にも出演するようになったがNBC退社を期に降板した。一方で、退社後も佐賀放送局（NBCラジオ佐賀）が手がけていたサガン鳥栖戦の実況中継は引き続き担当している。

## 現在の担当番組
特記なきものは圭三プロダクションの紹介ページの記述 に基づく。
- スカパー!「ブンデスリーガ」実況
- DAZN「プレミアリーグ」「ラ・リーガ」「UEFAチャンピオンズリーグ」「コパ・アメリカ2019」[2] 実況
- NBCラジオ佐賀 Jリーグ・サガン鳥栖戦実況中継

## 過去の担当番組
テレビ
- あっ!ぷる（月曜・火曜）

ラジオ
- 情報コンビニ 午後ですよ（木曜・金曜）
- V・ファーレン長崎ホームゲーム実況